# Джон Джардин
Джон Джардин (на английски: John Jardine) е шотландски полицейски служител, изследовател на Австралия.

## Биография
Роден е на 5 март 1807 г. в Дъмфришър, Шотландия, четвърти син в семейството на сър Александър Джардин. През 1835 се присъединява към Драгунския 1-ви полк. През 1839 г. напуска армията с чин капитан и отплава за Австралия. Заселва се в колония Coralgie близо до град Уелингтън, на източното крайбрежие. През 1861 г. се преселва в щата Куинсланд и е назначен за полицейски следовател в град Рокхамптън.
През 1863 г. в най-северната част на п-ов Кейп Йорк, на брега на Торесовия проток, е основан търговския пункт Съмърсет и за негов комендант е назначен Джардин.
В началото на 1864 г., заедно със синовете си Франсис (на 22 години) и Александър (на 20 години), закупуват в Рокхемптън 42 коня и 250 овце и на 14 май потеглят за Съмърсет на пътешествие дълго 1200 мили (над 1900 км). По целия път групата е нападана от местните аборигени и загубват 3/4 от конете и голяма част от овцете. При крайно тежки климатични условия пресичат южната част на п-ов Кейп Йорк и продължават на север по западното му крайбрежие. Пресичат откритите от тях реки Мичъл, Колмен, Холройд и Арчър и на 2 март 1865 достигнат най-северния град на Австралия – Съмърсет, само с 12 коня и 50 овце.
През декември 1865 г. се завръща в дома си в Рокхемптън, където умира на 27 февруари 1874 година.

## Памет
Неговото име носи река Джардин (устие, 10°55′ ю. ш. 142°13′ и. д. / 10.916667° ю. ш. 142.216667° и. д.) в най-северната част на п-ов Кейп Йорк, щата Куинсланд, Австралия, вливаща се в Торесовия проток.